# اسپری مو (فیلم ۱۹۸۸)
اسپری مو (انگلیسی: Hairspray) فیلمی در ژانر کمدی رمانتیک و موزیکال به کارگردانی جان واترز است که در سال ۱۹۸۸ منتشر شد.

## داستان
«تریسی ترنبلاد» به رؤیای خود در رسیدن به نقشی در برنامه رقص کورنی کالینز موفق شده‌است. او اکنون به عنوان یک نوجوان قهرمان، از شهرت خود استفاده کرده و دربارهٔ اعتقادات خود حرف می‌زند.

## بازیگران
- سونی بونو
- روت براون
- دیواین
- دبی هری
- ریکی لیک
- جری استیلر
- ویتامین سی
- پیا زادورا
- مایکل سنت جرارد
- لسلی آن پاورز
- مینک استل